# Обручев Сергій Володимирович
Сергій Володимирович Обручев (22 січня (3 лютого) 1891 року, Іркутськ, Російська імперія — 29 серпня 1965 року, Ленінград, СРСР) — російський радянський геолог, доктор геологічних наук (1937), професор. Член-кореспондент Академії наук СРСР (1953). Лауреат Сталінської премії першого ступеня (1946).

## Біографія
Сергій Володимирович народився 22 січня (3 лютого) 1891 року в Іркутську в родині відомого геолога Володимира Опанасовича Обручева і Єлизавети Ісаківни Лур'є (1933). З 14 років він брав участь в геологічних експедиціях батька, а у віці 21 року самостійно провів експедицію, присвячену геологічній зйомці околиць аджарського міста Боржомі.
Сергій Володимирович закінчив Томське реальне училище, а потім, 1915 року, фізико-математичний факультет Московського університету. По закінченні, 1916 року залишений при геологічному кабінеті Московського університету для підготовки до професорського звання. Ад'юнкт-геолог петрограф Інституту Lithogea, член правління інституту. У лютому 1918 року інститут було націоналізовано, нині Всеросійський науково-дослідний інститут мінеральної сировини імені Н. М. Федорівського.
У 1917—1929 роках працював у Геологічному комітеті ВРНГ СРСР, проводив геологічні дослідження в районі середньої течії річки Ангара, на Середньосибірському плоскогір'ї в басейні річки Єнісей, виділив Тунгуський кам'яновугільний басейн і дав його опис. З 1922 року — начальник геолого-пошукового загону в океанографічній експедиції до архіпелагів Шпіцберген і Нова Земля.
Впродовж 1926—1935 років вивчав майже недосліджені райони Північного Сходу СРСР — басейни річок Індигірки і Колими (в результаті чого була встановлена їх золотоносность), Чукотський округ. Розробив схеми орографії, геоморфології, тектонічної і геологічної будови Північно-Східної Азії. 1926 року під час Індигірської експедиції Геолкому ВРНГ СРСР запропонував об'єднати гірські споруди середньої течії Індигірки і Колими під назвою хребта Черського. Крім того, в експедиції був відкритий Полюс холоду Північної півкулі — селище Оймякон (зафіксований мінімум -68 °C, розрахований теоретичний мінімум -71 °C). Впродовж 1929—1932 років працював в Якутській комісії АН СРСР. З 1932 по 1941 рік працював у Всесоюзному арктичному інституті. 1937 року йому було присуджено вчений ступінь доктора геолого-мінералогічних наук і звання професора без захисту дисертації за сукупністю проведених робіт.
Впродовж 1941—1950 років працював у Геологічному інституті. Вивчав хребти Східного Саяну, Хамар-Дабан та північно-східної Тиви. Проводив також дослідження з геології і геоморфології інших районів СРСР. Впродовж 1941—1945 років, за сумісництвом, професор Іркутського університету.
З 1950 року працював в Лабораторії геології докембрію АН СРСР, з 1963 року займав посаду директора. 23 жовтня 1953 року обраний член-кореспондентом АН СРСР, відділення геолого-географічних наук (загальна геологія).
Сергій Володимирович Обручев добре знав 7 європейських мов, самостійно вивчив і пропагував штучну мову есперанто, деякий час був редактором журналу «La Ondo de Esperanto», з 1957 року очолював секцію есперанто в Будинку вчених імені М. Горького в Ленінграді.
Сергій Володимирович був членом ряда наукових товариств: Мінералогічного (1919), Московського товариства дослідників природи, головою Відділення фізичної географії Географічного (1941).
Помер Сергій Володимирович 29 серпня 1965 року. Похований був в Ленінграді на Серафимівському кладовищі.

## Родина
Дружина:
- Марія Левівна Лур'є (1907—?), доктор геолого-мінералогічних наук; дочка двоюрідного брата С. В. Обручева — видавничого працівника, першого директора видавництва Учпедгиз (згодом «Просвіта») Лева Яковича Лур'є (1875—1942). Автор монографии «Структури траппів Сибірської платформи», редактор збірки «Матеріали з геології та корисних копалин Східного Сибіру». Першим шлюбом була одружена з геологом і петрографом Соломоном Давидовичем Цирель-Спринцсоном (1900—1988), який був репресований 1936 року; їх син — геофізик, почесний геолог Російської Федерації Вадим Соломонович Цирель (1930) — виховувався в родині Сергія Володимировича. Сестра Марії Левівни — перекладач пригодницької прози Тетяна Левівна Ровинська (1901—?), чий чоловік Вільям Іонович Ровинський (1902—1971) — також відомий перекладач.

Донька:
- Тетяна Сергіївна Обручева (нар. 1947), випускниця фізико-математичного факультету ЛДУ, викладала математику в Санкт-Петербурзькому гірничому університеті.

Брати:
- Володимир Володимирович Обручев (1888—1966) — геолог.
- Дмитро Володимирович Обручев (1900—1970) — палеонтолог.

## Наукові та науково-популярні праці
Обручев — автор низки науково-популярних книг, у тому числі: «В невідомих горах Якутії» (1928), «На „Персеї“ полярними морями» (1929), «Колимська земелька» (1933), «На літаку по Східній Арктиці» (1934), «В незвідані краї» (1954), «Горами і тундрами Чукотки» (1957), «Серце Азії» 1965) та ін. Також автор літературознавчого дослідження «Над зошитами Лермонтова» (1965). Склав двотомний «Довідник мандрівника і краєзнавця» (1949—1950). На підставі архівних досліджень виявив, що російські помори освоїли Шпіцберген в XV столітті, принаймні за сто років до відкриття його голландською експедицією Баренца.
С. В. Обручев опублікував понад 250 наукових і науково-популярних праць, серед них:
- Обручев С. В. Ухтинский нефтеносный район [Архівовано 7 лютого 2018 у Wayback Machine.]. М.: Изд-во Совета нефтяной пром. 1926. 40 с. (Новые нефтяные Районы СССР и их будущее развитие; Т. 6.).
- Обручев С. В. Работа Колымского геоморфологического отряда Якутской экспедиции // Известия АН. 1929. Сер. 7. ОФМН. № 8. С. 749—756.
- Обручев С. В. Тектоника и стратиграфия восточной окраины Енисейского горста // Известия АН. 1929. Сер. 7. № 4. С. 417—433.
- Обручев С. В. Геоморфологические исследования реки Колымы в 1929 г. // Известия АН. 1930. Сер. 7. № 6. С. 559—584.
- Obruchev S. W. Der neue Kältepol in der Jakutishen Republick // Meteorol. Z. 1931. N 48. S. 359.
- Обручев С. В. Колымская землица: Два года скитаний. [Архівовано 29 вересня 2018 у Wayback Machine.] М.: Советская Азия, 1933. 174 с.
- Обручев С. В. Тунгусский бассейн (южная и западная часть), т. 1—2, М.—Л.: 1932—33 (Труды Всесоюзного геологоразведочного объединения НКТП СССР, вып. 164 и 178)
- Обручев С. В. К спасению челюскинцев [Архівовано 30 червня 2017 у Wayback Machine.] // Вестник знания. 1934. № 5. С. 285—287.
- Обручев С. В. От упряжки до самолёта // Техника-молодёжи. 1935. № 12. С. 41-44.
- Обручев С. В. Визуальная съёмка с самолёта пустынь Центральной Австралии [Архівовано 12 березня 2016 у Wayback Machine.] // Известия ГГО. 1937. Т. 69. Вып. 1. С. 172—174.
- Обручев С. В. Объём и содержание понятий «Хребет Черского» и «Верхоянский хребет» [Архівовано 13 березня 2016 у Wayback Machine.] // Известия ГГО. 1937. Т. 69. Вып. 4. С. 512—536.
- Обручев С. В. Как я открыл полюс холода в Якутии // Пионер. 1938. № 9. С. 64-68.
- Обручев С. В. Очерк тектоники северо-восточной Азии, в кн.: Академику В. А. Обручеву, к пятидесятилетию научной и педагогической деятельности, т. 1, М.—Л.: 1938
- Обручев С. В. Самолёт летит на Дальний Восток // Наша страна. 1938. № 11. С. 5-13.
- Обручев С. В. Шахматные (ортогональные) формы в областях вечной мерзлоты [Архівовано 11 березня 2016 у Wayback Machine.] // Известия ГГО. 1938. Т. 70. Вып. 6. С. 737—746.
- Обручев С. В. Новая орографическая схема северо-восточной Азии, Л.: «Ученые записки Ленинградского государственного университета. Серия географических наук», 1940, № 56, вып. 3.
- Обручев С. В. Геология северо-восточной Азии // Конференция по развитию производительных сил Якутской АССР: Тез. докладов. М.; Л.: Изд-во АН СССР. 1941. С. 5-6.
- Обручев С. В. Минеральные источники верховьев р. Оки (Восточный Саян) [Архівовано 14 травня 2018 у Wayback Machine.] // Известия ВГО. Вып. 3. 1941. С. 379—392.
- Обручев С. В. Основные черты тектоники и стратиграфии Восточного Саяна, «Известия Академии наук СССР. Серия геологическая», 1942, № 5—6
- Обручев С. В. Орография и геоморфология восточной половины Восточного Саяна, «Известия Всесоюзного географического общества СССР», 1946, Т. 78. № 5/6.
- Обручев С. В. Новые материалы по орографии Северо-восточной Тувы, в кн.: Вопросы геологии Азии, т. 2, М.: 1955.
- Обручев С. В. Вступительная статья // Д. Хант. Восхождение на Эверест. М: ИЛ, 1956. С. 5-17.
- Гранина А. Н., Обручев С. В. Названия в честь И. Д. Черского [Архівовано 1 лютого 2018 у Wayback Machine.] // И. Д. Черский. Неопубликованные статьи, письма и дневники: Статьи о И. Д. Черском и А. И. Черском. Иркутск: Иркутск. кн. изд-во, 1956. С. 94.
- Обручев С. В. [Редактор] И. Д. Черский. Неопубликованные статьи, письма и дневники [Архівовано 1 лютого 2018 у Wayback Machine.]: Статьи о И. Д. Черском и А. И. Черском. Иркутск: Иркутск. кн. изд-во, 1956. 370 с.
- Обручев С. В. Творческое содружество: Переписка В. А. Обручева с Э. Зюссом [Архівовано 17 серпня 2016 у Wayback Machine.] // Природа. 1963. № 10. С. 51-53.
- Обручев С. В. Русские поморы на Шпицбергене [Архівовано 20 квітня 2019 у Wayback Machine.]. М.: Наука, 1964. 144 с.
- Обручев С. В. Над тетрадями Лермонтова. М: Наука, 1965. 111 с. (Научно-популярная серия).
- Обручев С. В. Таинственные истории [Архівовано 7 травня 2016 у Wayback Machine.]. М.: Мысль, 1973. 108 с.

## Нагороди і відзнаки
Обручев Сергій Володимирович за свої здобутки в досліджуваній області був заслужено відмічений рядом нагород:
- 1945 — орден Трудового Червоного Прапора[4].
- 1946 — Сталінська премія першого ступеня за відкриття і геологічне дослідження родовищ олова на північному-сході СРСР, що забезпечили створення сировинної бази[3].
- 1956 — орден Леніна[4].
- 1963 — орден «Знак Пошани»[4].
- ряд медалей[9].

На честь Сергія Володимировича названі ряд топонімів
- Хребет Сергія Обручева в районі хребта Черського[10].
- Півострів Обручева на острові Південний архіпелагу Нова Земля (70°38′ пн. ш. 56°37′ сх. д. / 70.633° пн. ш. 56.617° сх. д.).
- Мис Обручева — в бухті Маку на західному березі острова Північний архіпелагу Нова Земля (76°23′ пн. ш. 64°32′ сх. д. / 76.383° пн. ш. 64.533° сх. д.).
- Півострів Обручева одного з островів арктичного архіпелагу Новосибірські острови
- Гори Обручева (названі 1961 року) в Чаунский район на Чукотці.
- Сергія Обручева у місті Певек (Росія).
- Вулиця Обручевих (на честь родини Обручевих) у місті Санкт-Петербург.

Викопні організми
- Entelophyllum obrutschevi Soshkina, 1955 — клас коралових поліпів, нижній силур Сибіру.
- Obrutschewia sergeji Tschemyshev, 1945 — клас меростомових, нижній ордовик басейну Ангари.
- Autracomya obrutschewi Tschemyshev, 1937 — клас двостулкових молюсків, верхній карбон Тунгуського басейну.
- Angarella obrutschewi Asatkin, 1932 — клас беззамкових брахіопод, ордовик Сибіру.
- Cancrinelloides obrutschewi Licharev, 1934 — клас замкових брахіопод, нижня перм північного сходу Росії.
- Angarodendron obrutschevii Zalessky, 1918 — відділ плаунів, нижній-середній карбон басейну Ангари.